# Serratifusus
Serratifusus là một chi ốc biển, là động vật thân mềm chân bụng sống ở biển trong họ Buccinidae.

## Các loài
Các loài trong chi Serratifusus gồm có:
- Serratifusus excelens Fraussen Hadorn, 2003[2]
- Serratifusus harasewychi Fraussen Hadorn, 2003[3]
- Serratifusus sitanius Fraussen Hadorn, 2003[4]